# Вузькоколійна залізниця Боржомі — Бакуріані
Вузькоколійна залізниця Боржомі — Бакуріані — видатний пам'ятник залізничної техніки кінця XIX — початку XX століть. Залізниця з шириною колії 900 мм і довжиною 38 км сполучає два грузинських населених пункти: Боржомі і Бакуріані, розташованих у Боржомському муніципалітеті.

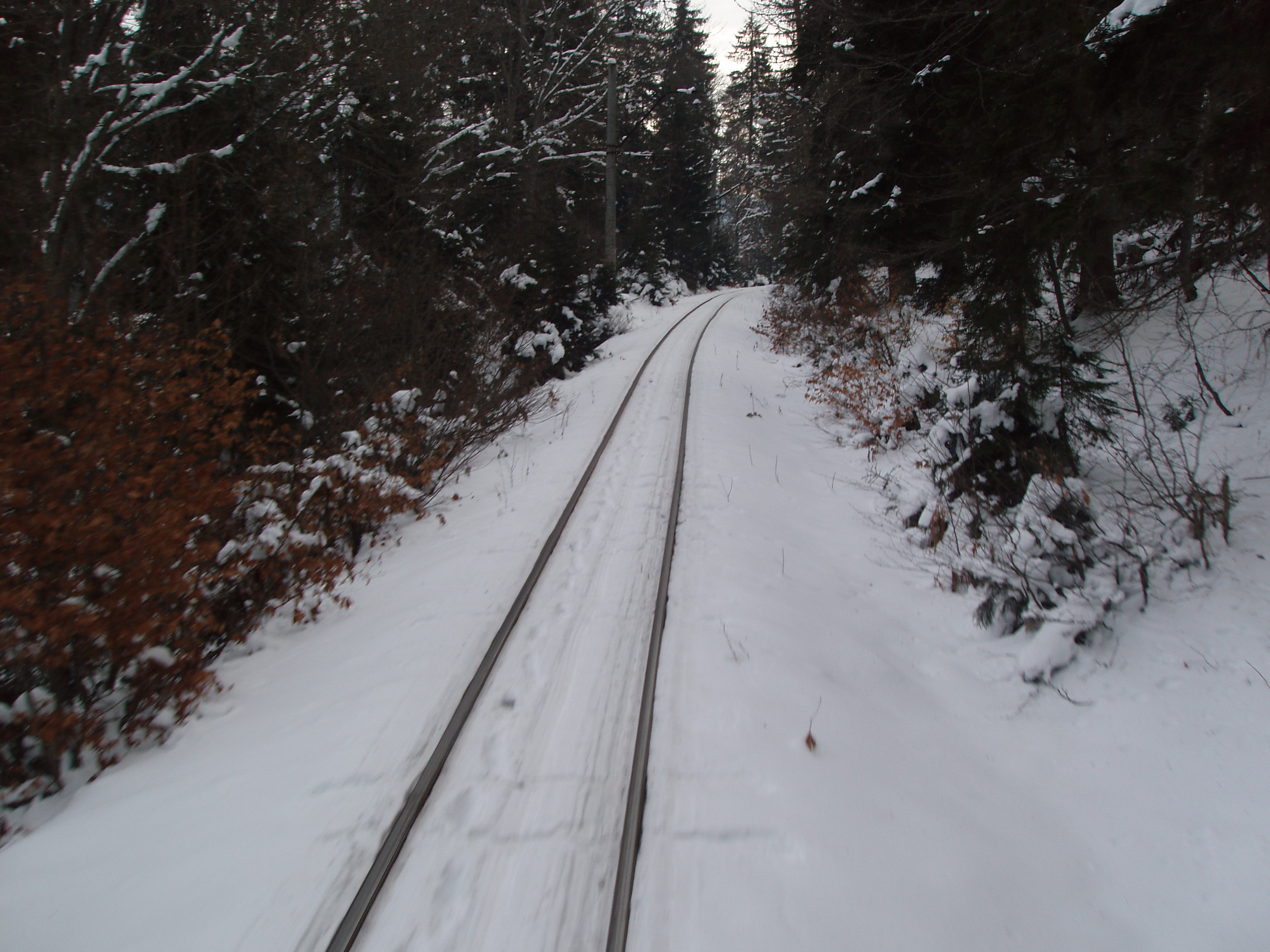
Вузькоколійна залізниця Боржомі — Бакуріані взимку

Залізниця побудована для підвезення відпочивальників до мінеральних джерел Бакуріані в 1898—1901 роках. Траса вузькоколійки пролягає у гірській місцевості зі складним рельєфом, через що в 1966 році її електрифікували напругою в 1500 В (постійний струм). До цього на залізниці використовувалися паровози, один з яких, 1914 року випуску, встановлений на постамент в Боржомі. Після електрифікації залізниці замість паровозів почалася експлуатація вузькоколійних електровозів серії ЧС11, побудованих спеціально з урахуванням особливостей місцевості, через яку пролягає залізниця.
На залізниці здійснюється регулярний пасажирський рух. Вантажний рух здійснювався до 1991 року, так як до розпаду СРСР інтенсивно використовувалося родовище Бакуріанського андезиту. Після розпаду СРСР родовище андезиту практично не використовується. В основному залізниця використовується туристами, які бажають помилуватися горами, що відкриваються з вікон вагонів. Залізницею також користуються місцеві жителі. Поїздка з Боржомі в Бакуріані або назад займає 2-2,5 години. Настільки велика тривалість поїздки пов'язана з частими спусками і підйомами, а також великою крутизною на дистанціях маршруту.